# Ajdir (Taza)
 (juin 2019).
Pour les articles homonymes, voir Ajdir.
Ajdir des Igzennayen (en berbère : ⴰⵊⴷⵉⵔ ⵏ ⵉⴳⵣⵏⵏⴰⵢⵏ) est une commune de la province de Taza, faisant partie de la région de Fès-Meknès, au Maroc. Elle appartient à la confédération tribale rifaine des Igzennayen. Une autre ville porte le même nom à 95 km au Nord, dans la province voisine d'Al Hoceima : Ajdir des Aït Ouriaghel. 
En 1958, Abbas Messaâdi, membre fondateur de l'Armée de Libération du Maroc, est enterré à Ajdir. 